# Вежхославиці (Нижньосілезьке воєводство)
Вежхославиці (пол. Wierzchosławice, нім. Würgsdorf) — село в Польщі, у гміні Болькув Яворського повіту Нижньосілезького воєводства.
Населення — 911 осіб (2011).
У 1975-1998 роках село належало до Єленьоґурського воєводства.

## Демографія
Демографічна структура станом на 31 березня 2011 року:
|          | Загалом | Допрацездатний вік | Працездатний вік | Постпрацездатний вік |
| -------- | ------- | ------------------ | ---------------- | -------------------- |
| Чоловіки | 468     | 94                 | 338              | 36                   |
| Жінки    | 443     | 84                 | 271              | 88                   |
| Разом    | 911     | 178                | 609              | 124                  |

## Галерея

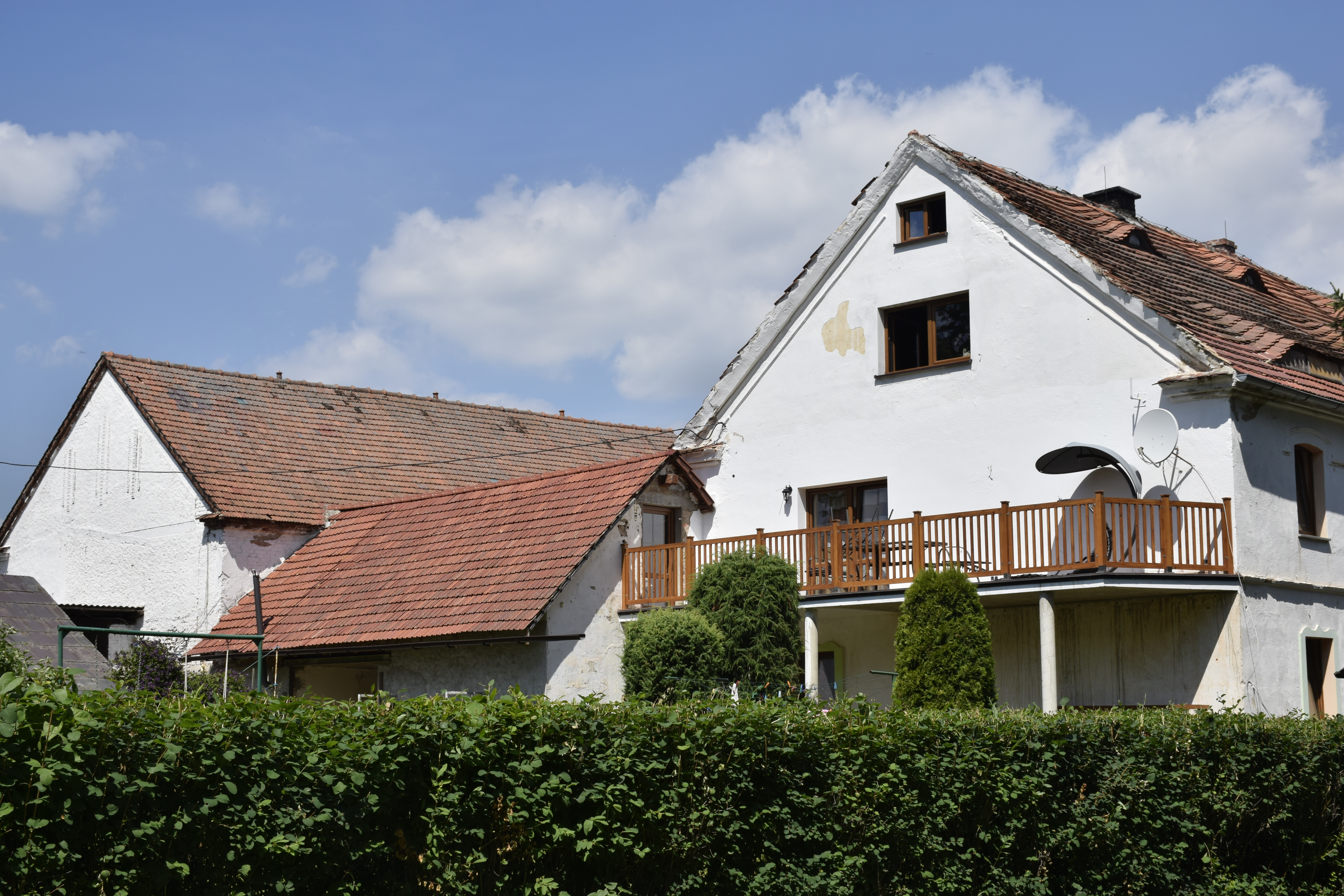
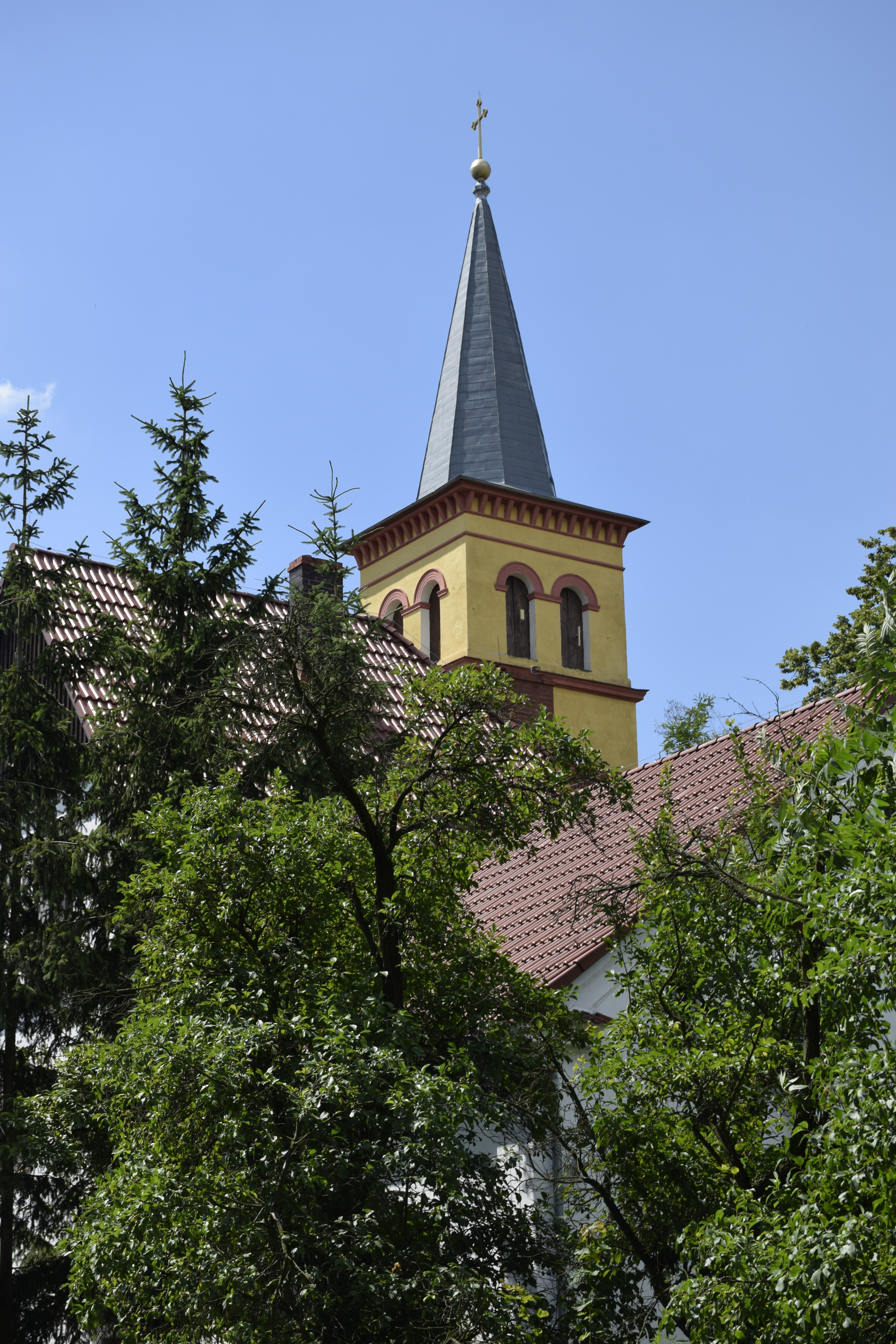
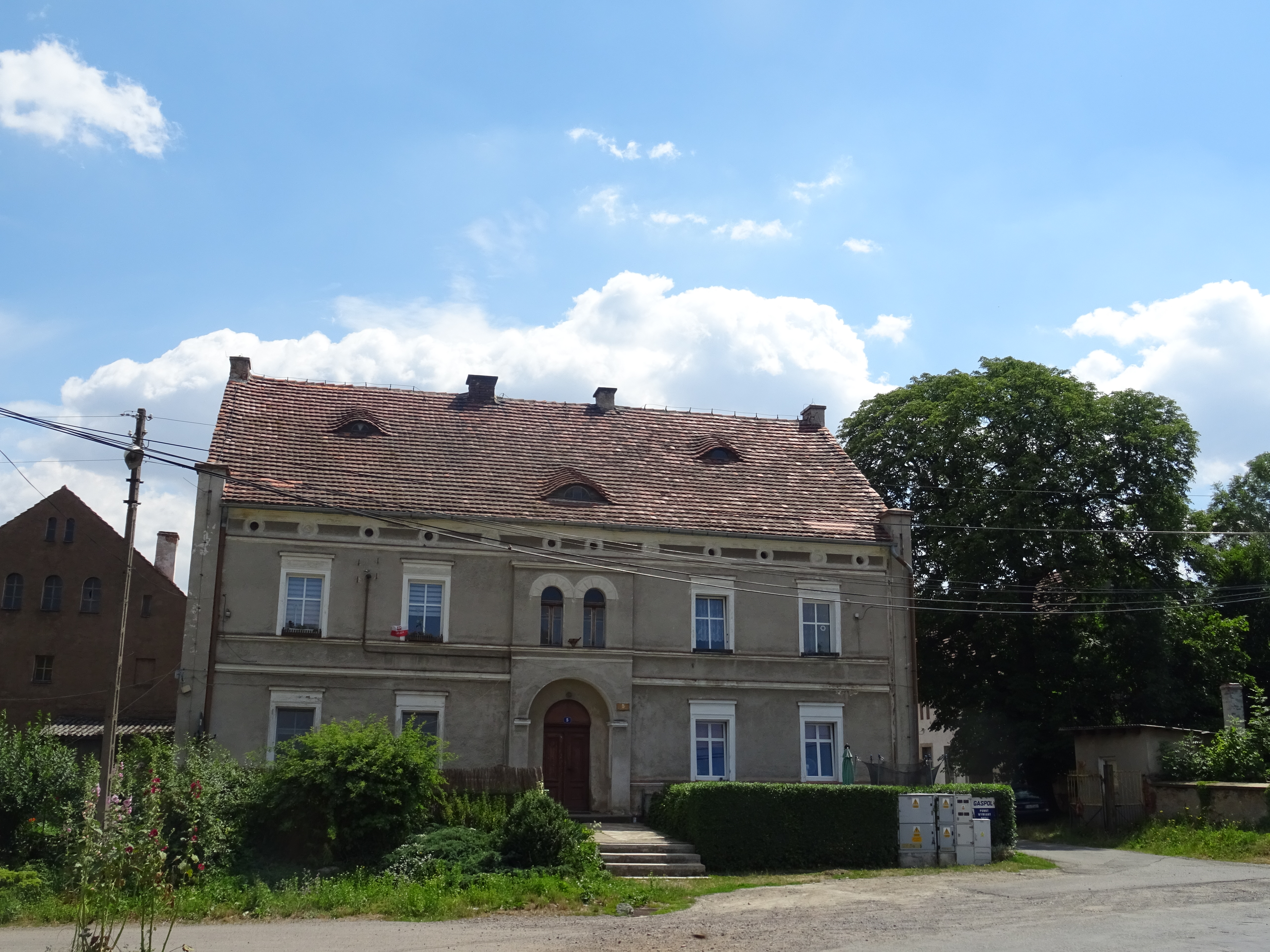